# (8518) 1992 DM6
A (8518) 1992 DM6 a Naprendszer kisbolygóövében található aszteroida. Az UESAC program keretében fedezték fel 1992. február 29-én.